# Национализирани печатници в България (1947)
През 1947 г. в България масово са национализирани частни печатници съгласно Закона за национализация на частни индустриални и минни предприятия.
Това е извършено в рамките на принудителната национализация в България, наложена от водещата в правителството Българска комунистическа партия в края на 1940-те години, както и в съответствие с провежданата от БКП политика, довела до тоталитарно управление.
С този закон се национализират 169 дружества с фирми на печатници (издателства) в страната.
Следва списък на национализираните печатници, подредени съгласно оригиналната подредба и последователност в закона по тогавашни административно-териториални единици и селища.

## Софийска област
- Художник, София
- Идеал, София
- Хемус, София
- Подем, София
- Народен печат, София
- Идеал, София
- Литозвездая, София
- „Одеон“ – Крушев, София
- Рила, София
- Книпеграф, София
- Трицвет, София
- Целгра – Лито печат, София
- Стайков, София
- А. Б. В., София
- Камбана, София
- Драгиев, София
- Ново изкуство, София
- Изгрев, София
- Провадалиев, София
- Литопечат, София
- Полиграфия, София
- Линотип, София
- Бр. Миладинови, София
- Съединени печатници, София
- Родина, София
- Феникс, София
- Право, София
- Стопанско развитие, София
- Одеон, София
- България, София
- Преса, София
- Христо Данов, София
- Рила, София
- Борис Ст. Петров, София
- Това Г. Мижаров, София
- Христо Стамболиев, София
- Кожухаров, София
- Априлов, София
- Фар, София
- Елисей Петков, София
- А. Д. Костов, София
- Прогрес, София
- Николов – Литограф, София
- Атанас Апостолов, София
- България, София
- Балкан, София
- Изкуство – М. Матеев, София (Горубляне)
- Литография Роза, София
- Трънков, София
- Прагер, София
- График, София
- Староманов, София
- Отец Паисий, София
- Несторов, София
- Синджирлиев, София
- Мадара, акц. д-во, София
- Старшимир Икономов, София
- Сампатак, акц. д-во, София
- Здр. Хаджиев, акц. д-во, София
- Стоян Доганов, София
- Книжнина, акц. д-во, София
- Съгласие, София
- Рахвира, София
- Мир, София

## Плевенска област
- Златолира, Плевен
- Мутавчиев, Плевен
- Изгрев, Плевен
- Бр. Игнатови, Плевен
- Изкуство, Габрово
- Модерно изкуство, Габрово
- Тодор Фортунов, В. Търново
- Ролевски-Дамянов, В. Търново
- Димитър Иванов, Горна Оряховица
- Стати Карапетров, с. Стражица, Горнооряховско
- Косю Сърбинов, Севлиево
- Сава Калименов – Братство, Севлиево
- Стефан Стоянов – Графит, Севлиево
- Ил. Иванов и Иван Стоянов и др., Ловеч
- Балкан, Троян
- Гутенберг, Троян
- Култура, Троян
- Иван Ванев и брат, Павликени
- Братя Венкови, Павликени
- Асен Д. Паничков, Свищов
- Владимир Янакиев, Свищов
- Живка П. Славкова, Свищов
- Пенчо Влахов, Луковит
- Павел Йорданов Денийски, Луковит
- Стефан А. Стамболийски, Червен бряг
- Методи Т. Бански, Червен бряг
- Борис Стремски, Тетевен

## Пловдивска област
- Иван Георгиев, Пловдив
- 11 май, Пловдив
- Отец Паисий – Пловдив
- Модерна печатница, Пловдив
- Юг, Пловдив
- Васил Дърваров, Асеновград
- Мария Кишкилова, Асеновград
- Бр. К. Ив. Гюлеметови, Пещера
- Стефан и Т. Пенов, Панагюрище

## Варненска област
- Иван Ст. Калчев, Попово
- Коста Ганчев, Провадия
- Н-ци на Нено Н. Пейнерлиев, Провадия
- Иван Краев, Търговище
- Борис М. Мингишев, Търговище
- Георги Стаматов, Омортаг
- Жечо Тречков, Омортаг
- Бр. Ив. Ст. Калчеви, Попово
- Христо Радилов, Добрич
- Върбан Радилов, Добрич
- Никола Жечев & с-ие, Добрич
- България – Тодор Кръстев, Добрич
- Добруджански глас, Добрич
- Спас Попов, Шумен
- Прес. Търновски, Шумен
- Пеликан, Варна
- Изгрев, Варна
- Кънчо Николов, Варна
- Добри Тодоров, Варна
- Черно море, Варна
- Народно дело, Варна
- Георги Димитров, Варна

## Русенска област
- Славейко П. Свещаров, Русе
- Петър П. Камбуров, Русе
- Никола Нецов, Русе
- Леон Давид Бениеш, Русе
- Желязко Ж. Славов, Русе
- Димитър Ст. Роглев, Русе
- Димитър П. Георгиев, Русе
- Владислав Малджиев, Русе
- Аврам Я. Леви, Русе
- Васил Йор. Николов, Русе
- Кръстьо Казанджиев, Русе
- Моше Аврам И. Маер, Русе
- Петър Андонов, Разград
- Христо Йонков, Разград
- Господин Илиев, Силистра
- Жеко В. Желязков, Кубрат
- Симеон Балтаджиев, Бяла
- Ангел и Асен Ив. Пеневи, Бяла
- Петко Ат. Петков, Исперих

## Врачанска област
- Стефан Христов, Мездра, Врачанско
- Иван Ст. Цеков, Враца
- Георги П. Денков, Враца
- Коста Иванчев Цонев, Михайловград
- Григор Апостолов, Михайловград
- Любен Ат. Новоселов, Лом
- Любен Ц. Ценов, Лом
- Н. Д. Иоцов о. о. д-во, Оряхово
- Синто М. Ахкалел, Видин
- Иван В. Еленков, Видин
- Панталей Конев, Видин
- Васил Я. Божинов, Видин

## Старозагорска област
- Биньо Кунев, Нова-Загора
- Светлина събир. д-во, Стара-Загора
- Секретар-бирник събир. д-во, Стара-Загора
- Иван Н. Попов, Чирпан
- Павел Хр. Тулев, Стара-Загора
- Атанас Бояджиев, Стара-Загора
- Отец Паисий на Петко А. Тенев, Казанлък
- „Чикаго“, съб. д-во, Хасково
- Димитър Владимиров Дамянов, Хасково
- Гутемберг печ., Казанлък

## Бургаска област
- Котва Г. П. Иванов и С-ие, Бургас
- Зора – Иван Хрусанов, Бургас
- „Рила“, О. О. д-во, Велчев, Бургас
- Мара Колева Манева, Карнобат

## Горноджумайска област
- Стефан Николов, Горна Джумая